# Amathia wilsoni
Amathia wilsoni är en mossdjursart som beskrevs av James Barrie Kirkpatrick 1888. Amathia wilsoni ingår i släktet Amathia och familjen Vesiculariidae. Inga underarter finns listade i Catalogue of Life.